# トリエステ・ケリー・ダン
トリエステ・ケリー・ダン（Trieste Kelly Dunn、1981年1月14日 - ）はアメリカの女優。Cinemaxのドラマシリーズ『バンシー』のショバーン・ケリー保安官補役で知られている。

## 私生活
ダンは同級生でのちの共作者であるザック・クラーク（Zach Clark）、ブレット・ヘイリー、アーロン・カッツ、ブレンダン・マクファデン（Brendan McFadden）らによるものを含む数多くの学生映画に出演することになるノースカロライナ芸術大学で演劇を学んだ。
フィルムメーカー誌は2010年夏季号で、ダンを独立映画の25人の新人に選び、ロサンゼルス・タイムズは独立映画の Cold  Weather および The New Year での演技を基に「ブレイクしたスター」として絶賛した。

## キャリア
ダンが初めて注目を浴びたのはFOX TVのドラマシリーズ Canterbury's Law のジュリアナ・マルグリーズの相手役のモリー・マコネル役としてだった。初期の映画出演としては、批評家に称賛された『ユナイテッド93』（2006年）での役柄や、Cold Weather（2010年）、Vacation!（2010年）などがある。ドラマ『FRINGE/フリンジ』のシーズン1エピソード18「誘う女」に科学実験の犠牲者であるヴァレリー・ブーン役として出演し、Bored to Death にもゲスト出演している。2014年、テレビドラマ『BELIEVE/ビリーブ』でFBI捜査官エリザベス・フェレルを演じるのと同時に、『バンシー』で準主演として保安官補ショバーン・ケリーを演じた。2015年後半、NBCのドラマ『ブラインドスポット タトゥーの女』に準レギュラーの連邦保安官アリソン・ナイトとして出演し始めた。2015年、Audienceの Almost There で準レギュラーのナタリーを1シーズン演じた。また、その他のテレビドラマでも数多くゲスト出演している。
コム・トゥルーズの2017年のアルバム Iteration からのシングル曲"Propagation"のミュージックビデオでアンドロイドを演じている。

## 出演作

### 映画
| 年   | タイトル                | 役                           | 備考 |
| ---- | ----------------------- | ---------------------------- | ---- |
| 2004 | 『謎めいた肌』          | 「血のプロム」のデート       |      |
| 2006 | ユナイテッド93          | デオラ・フランシス・ボドリー |      |
| 2010 | Cold Weather            | Gail                         |      |
| 2010 | The New Year            | Sunny                        |      |
| 2010 | Vacation                | Donna                        |      |
| 2013 | Loves Her Gun           | Allie                        |      |
| 2015 | Applesauce              | Nicki                        |      |
| 2016 | Almost There            | Natalie                      |      |
| 2017 | Infinity Baby           | Alison                       |      |
| 2017 | Blame                   | Jennifer                     |      |
| 2017 | The Misogynists         | Amber                        |      |
| 2019 | Girl on the Third Floor | Liz Koch                     |      |

### テレビ
| 年        | タイトル                                   | 役                         | 備考                                             |
| --------- | ------------------------------------------ | -------------------------- | ------------------------------------------------ |
| 2006      | 『LAW & ORDER:性犯罪特捜班』               | グロリア・カルヘイン       | 「危険なゲーム」                                 |
| 2008      | Canterbury's Law                           | Molly McConnell            | レギュラー                                       |
| 2009      | Cupid                                      | Sonja                      | Episode: "The Tommy Brown Affair"                |
| 2009      | 『FRINGE/フリンジ』                        | ヴァレリー・ブーン         | 「誘う女」                                       |
| 2009      | Bored to Death                             | Sophia                     | Episode: "The Case of the Beautiful Blackmailer" |
| 2011      | 『ブラザーズ&シスターズ』                  | ロリー・リン               | 「ウォーカー家 最良の時」                        |
| 2013–2015 | 『バンシー』                               | ショバーン・ケリー         | レギュラー（シーズン1–3） 26話                   |
| 2013      | 『ゴールデン・ボーイ 若きNY市警本部長』    | マーゴット・ディクソン     | 準レギュラー                                     |
| 2014      | 『BELIEVE/ビリーブ』                       | エリザベス・フェレル       | 準レギュラー                                     |
| 2015      | 『グッド・ワイフ』                         | アマンダ・マーカシン       | 「汚れなき人々」                                 |
| 2015–2020 | 『ブラインドスポット タトゥーの女』        | アリソン・ナイト（アリー） | 準レギュラー                                     |
| 2016      | 『救命医ハンク セレブ診療ファイル          | レイチェル                 | 「危険な映画撮影」                               |
| 2016      | 『BULL / ブル 法廷を操る男』               | テイラー・マシソン機長     | 「8Dの女」                                       |
| 2018      | Manhunt: Unabomber                         | Theresa Oakes              | 2 episodes                                       |
| 2018      | 『エレメンタリー ホームズ&ワトソン in NY』 | ソフィー・ビショップ       | 「過ぎ去った退屈」                               |
| 2018      | Strangers                                  | Elliott                    | Episode: "Big Little Chill"                      |
| 2019      | The Passage                                | Sierra Thompson            | Recurring character                              |